# Hubert Kreuzpointner
Hubert Kreuzpointner (* 1919; † nach 1972) war ein deutscher Kommunalpolitiker (CSU).

## Werdegang
Kreuzpointner war als Bankkaufmann tätig. 1970 wurde er zum Landrat des oberbayerischen Landkreises Laufen gewählt. Er blieb bis zur Auflösung des Landkreises im Rahmen der Kreisgebietsreform am 1. Juli 1972 im Amt.